# Wilbur T. Blume
Wilbur T. Blume (* 4. Mai 1920; † 25. Dezember 1989) war ein US-amerikanischer Filmproduzent, der einen Oscar gewann sowie für einen weiteren Oscar nominiert war.

## Leben
Blume produzierte 1955 den unter der Regie von Edward Freed entstandenen Kurzfilm The Face of Lincoln und gewann hierfür bei der Oscarverleihung 1956 den Oscar für den besten Kurzfilm in zwei Rollen („Two-Reel“). Zugleich war er 1956 auch für den Oscar für den besten Dokumentar-Kurzfilm nominiert.

## Auszeichnungen
- 1956: Oscar für den besten Kurzfilm in zwei Rollen („Two-Reel“)